# Scirtothrips brevipennis
Scirtothrips brevipennis är en insektsart som beskrevs av Ian A. Hood 1914. Scirtothrips brevipennis ingår i släktet Scirtothrips och familjen smaltripsar. Inga underarter finns listade i Catalogue of Life.